# Storm-Z

Biểu tượng chữ Z trong chiến dịch quân sự đặc biệt của Nga

Storm-Z (tạm dịch: Bão Z; tiếng Nga: Шторм-Z/Shtorm-Z) là đơn vị trừng giới (Penal military units/đội quân phạm nhân) được Nga thành lập vào tháng 4 năm 2023. Storm-Z là tên gọi không chính thức, kết hợp giữa thuật ngữ chỉ lực lượng xung kích và Z là chữ cái được quân đội Nga sử dụng làm biểu tượng cho chiến dịch quân sự đặc biệt tại Ukraina. Theo phía Ukraina tuyên bố thì lực lượng Bão Z này có quy mô lên đến 170,000 người (tức 17 vạn quân). Storm-Z là lực lượng thuộc kiểm soát của Bộ Quốc phòng Nga và được điều đến để thay thế lực lượng Wagner. Đây là lực lượng gồm các tù nhân trọng tội đã phối hợp cùng với quân đội Nga đã tham chiến trong trận chiến Avdiivka.

## Hành tung
Sự xuất hiện của nhóm mới có tên Storm Z trên chiến trường Ukraine đang gây chú ý sau khi lực lượng Wagner vốn là lực lượng lính đánh thuê cho Nga rút khỏi đây. Sau vụ nổi loạn bất thành của Wagner, Nga khẳng định có đủ nguồn lực thay thế khi lực lượng này rút khỏi các vùng chiến sự ở Ukraina. Trong trận Bakhmut thì theo tờ báo Washington Post (Bưu điện Hoa Thịnh Đốn) của Mỹ tiết lộ thông tin đáng chú ý hơn khi ở ngoại ô thành phố Bakhmut thì lần đầu tiên phía Ukraina chạm trán với lực lượng có tên Storm Z, nhóm này là sự kết hợp của những người lính dự bị thông thường và lính nghĩa vụ. Sự tồn tại của các đơn vị Storm Z lần đầu tiên được Ukraina phát hiện vào ngày 6 tháng 4 năm 2023 khi họ thu được những tài liệu nêu chi tiết về việc tuyển quân và thành lập lực lượng này. Báo Washington Post cho biết Storm Z được tạo nên từ sự kết hợp quân dự bị, lính nghĩa vụ và tội phạm đã bị kết án.
Truyền thông Nga cũng đã nhắc tới Storm Z sau vụ nổi loạn của Wagner. Theo các tài liệu mà phía Ukraine có được cho biết thành viên của Storm Z được tuyển từ các nhà tù của Nga với cách tuyển binh tương tự của Wagner. Những chiến binh Storm Z được hứa hẹn giảm án cũng như nhận lương 205.000 rúp (hơn 2.200 USD) mỗi tháng trong suốt thời gian ký hợp đồng song thực tế chỉ nhận được khoảng một nửa. Theo Đài RT (Nga), đầu năm 2023 Wagner bị hạn chế trong việc tuyển quân từ các nhà tù, thay vào đó chuyện này được giao cho các đơn vị khác gồm cả Storm Z. Theo Tờ Telegraph (Báo Điện tín) của Anh thì cho rằng mặc dù tách biệt với Wagner nhưng nhiều chiến binh Storm Z từng coi ông Prigozhin như tổng tư lệnh không chính thức của họ.
Phía Ukraina từng nói rằng, Storm Z cho thấy khả năng chiến đấu cực kỳ thấp, theo một thông cáo báo chí được trang Pravda đưa tin. Tổng cục Tình báo chính của Bộ Quốc phòng Ukraine cho biết, các binh sĩ trong nhóm này nghiện rượu, tham gia cướp bóc và dễ đào ngũ và lãnh đạo Nga đã nỗ lực tập hợp lại Storm Z cùng với các binh sĩ khác. Các tiểu đoàn trừng giới Storm-Z Nga ở Ukraine gồm binh sĩ bị kỷ luật và phạm nhân, thường thực hiện nhiệm vụ xung kích và chịu tổn thất nặng nề. Truyền thông nhà nước Nga cho biết các tiểu đoàn trừng giới Storm-Z đã tham gia nhiều trận đánh ác liệt ở Ukraina và một số thành viên của họ đã được trao huân chương dũng cảm. Tuy nhiên, thông tin về cách thức thành lập cũng như tổn thất của lực lượng này chưa được công bố nhiều. Giới chuyên gia và truyền thông phương Tây cho rằng lực lượng trừng giới của Nga thường thực hiện nhiệm vụ xung kích ở tuyến đầu và chịu tổn thất nặng nề nhất trong các đơn vị tham chiến. Nhóm điều tra độc lập Conflict Intelligence Team (CIT) cho biết Storm-Z thường được điều động tới các mặt trận khốc liệt nhất, thực hiện cả nhiệm vụ tấn công lẫn phòng thủ. Nhiệm vụ xung kích thường rất nguy hiểm, khiến Storm-Z hứng chịu tổn thất nặng nề.

## Cơ cấu
Các đơn vị tấn công Storm Z hoạt động với chiến thuật giống như Wagner và có cấu trúc tương tự. Mỗi đơn vị Storm Z sẽ gồm 100 người, được phối thuộc cho các đơn vị quân đội chính quy và được chia thành 4 đội đánh chiếm mục tiêu (mỗi đội 10 người), 4 đội hỗ trợ hỏa lực (mỗi đội 10 người), bộ phận chỉ huy (2 người), tổ công binh (5 người), tổ trinh sát (8 người), tổ sơ tán y tế (3 người) và nhóm phụ trách máy bay không người lái drone (2 người). Storm Z được triển khai cùng các lực lượng Nga như các lữ đoàn súng trường cơ giới, trung đoàn xe tăng, họ sẽ làm các nhiệm vụ chiến đấu trong đô thị hoặc trong các khu vực địa lý phức tạp nhằm chiếm các vị trí quan trọng, chiến lược như pháo đài, sở chỉ huy và trung tâm liên lạc, để bảo vệ các khu vực ít quan trọng hơn, Nga sử dụng lính mới nhập ngũ, những người được huấn luyện sơ sài, được trang bị ít và các đơn vị Storm Z gồm những tù nhân bị kết án đồng ý chiến đấu ở Ukraina để đổi lấy việc được ra tù. Các thành viên Storm Z được huấn luyện trong khoảng thời gian khá ngắn, từ 10-15 ngày, trước khi được đưa vào chiến đấu, chủ yếu tại thành phố Bakhmut và Avdiivka đều thuộc Donetsk. Ngoài thành phần nòng cốt là tù nhân, các tiểu đoàn trừng giới còn bao gồm các binh sĩ vi phạm kỷ luật, như uống rượu say trong lúc làm nhiệm vụ, sử dụng chất kích thích hoặc bất tuân thượng lệnh. Theo điều lệnh của quân đội Nga, quân nhân có thể bị điều chuyển sang các đơn vị trừng giới nếu bị tòa án quân sự kết tội. Thành viên của các đơn vị Storm-Z chủ yếu là quân nhân bị kỷ luật và phạm nhân, ký hợp đồng phục vụ để lập công chuộc tội. Tù nhân tình nguyện gia nhập Storm-Z sẽ được xóa án tích sau khi hoàn thành thời hạn phục vụ theo hợp đồng.